# Mag ik Nina even?
Mag ik Nina even? is een verhalenbundel met sciencefictionverhalen geschreven door Kiril Boelitsjev (Russisch: Кир Булычёв, 1934-2003), uitgegeven door A.W. Bruna Uitgevers. Het bevat voor zover bekend de enige vertalingen naar het Nederlands van deze Russische schrijver. De uitgever wees op de achterkaft op het unieke van de Russische SF tegenover die van het westen, zonder het specifiek te duiden.

## Verhalen
- Mag ik Nina even? (16 blz)
  - verhaal over een slechte telefoonlijn; de hoofdpersoon levend in 1972 probeert Nina aan de lijn te krijgen. In plaats van deze Nina krijgt hij een Nina aan de lijn, die in 1942 leeft en nog volop in de Tweede Wereldoorlog leeft en nog niets weet van de Slag om Stalingrad.
- Het geheugen van een speleoloog (35 blz)
  - in een Russisch gebergte is een grot ingestort en onderzoekers zitten opgesloten, slechts één wetenschapper wist te ontkomen en die werd kilometers ver van de grot teruggevonden; hij wist als enige te ontsnappen omdat hij in zijn jeugd al een andere weg naar buiten had gevonden. Het probleem is dat deze geleerde bewusteloos is. Door middel van geheugentransplantie wordt een redder ingeschakeld, die de “oude” weg naar de grot moet terugvinden; (het gebergte blijkt de Kaukasus te zijn, toen Sovjet-Unie, maar na 1990 Georgisch)
- Sneeuwmeisje (14 blz)
  - het verhaal is gebaseerd op een oud-Russische tekst over een liefde op een meisje in de vorm van een sneeuwpop; de liefde kan wel ontbranden, maar heeft dan tot gevolg dat het sneeuwmeisje smelt; deze setting wordt door Boelitsjev verplaatst naar de sciencefiction. Twee ruimtewezens raken verliefd; de een heeft een water/koolstoflichaam, de ander bestaat grotendeels van ammoniak. Een aanraking/liefkozing is alleen mogelijk als de één bevriezingsverschijnselen heeft, de ander krijgt brandwonden in een omgeving van −35 C.
- Ik zag jullie het eerst (16 blz)
  - Een geliefd thema binnen de SF, een ruimtereis met een oud sterrenschip wordt ingehaald door een snellere; onderzoekers op een planeet zijn al jaren onderweg geweest en ook al jaren op een planeet waarom zandstormen onderzoeken bemoeilijken. Het team vindt op een gegeven moment in een zandhoop een kogel terug. Deze blijkt van Aardse makelij. Ongeveer twintig jaar eerder heeft een Aardse expeditie deze kogel afgevuurd. Zij waren later vertrokken dan het huidige team, maar konden door hun supersnelle ruimteschip ook weer eerder vertrekken.
- Het witte hert (16 blz)
  - uit onderzoek op een vreemde planeet blijkt dat de mens niet altijd als "superras" overleeft; op de door Loenin onderzochte planeet hebben de plogen (aapachtig en vernoemd naar mede-expeditielied Ploog) de mensheid uitgemoord; Loenen vindt echter nog grottekeningen die door mensenhanden zijn gemaakt. Vlak voor zijn afscheid ziet hij een ploog de tekeningen natekenen.
- Protest (15 blz)
  - Kim Perov, Aards atleet (hoogspringer) en lid van het Interstellair Olympisch Comité, moet bemiddelen bij geschillen. De bewoonster van de planeet Iniga zou onreglementair een wedstrijd gewonnen hebben. Het blijkt dat de bewoners van die planeet tijdens hevige inspanning (of paniek) overgaan in een rudimentaire gedaante, die ervoor zorgt dat ze relatief minder energie gebruiken, dan bij de oorspronkelijke handeling óf zich zelf kunnen redden. Ze veranderen in een vogel of vis, al naargelang de behoefte.
- Halverwege haar leven (57 blz)
  - hoofdpersoon is Natasja, die ooit door een buitenaards ruimteschip werd ontvoerd van haar boerderij aan de Wolga, zij hield daarbij een dagboek bij, onder andere over het uitsterven van haar ontvoerders op dat ruimteschip; dat dagboek werd aangetroffen toen een Russische ruimteschip onderzoek deed naar een ruimteschip, dat geen enkel bemanningslid meer heeft.